# The Adventures of Sherlock Holmes (ràdio)
The Adventures of Sherlock Holmes (Les aventures de Sherlock Holmes) va ser un programa de ràdio nord-americà que es va emetre a les xarxes de ràdio nord-americanes entre 1930 i 1936. La sèrie va ser adaptada de les històries de Sherlock Holmes de Sir Arthur Conan Doyle per la guionista Edith Meiser. Durant la major part de la sèrie, Richard Gordon va interpretar a Sherlock Holmes i Leigh Lovell va interpretar al Dr. Watson.
La sèrie incloïa múltiples històries originals de Meiser, a més de les adaptacions de Meiser de totes les històries de Sherlock Holmes de Doyle excepte una. Alguns episodis de la sèrie eren noves versions de guions que s'havien utilitzat per a episodis en temporades anteriors del programa.

## Producció
Edith Meiser va presentar per primera vegada la idea d'una sèrie de ràdio basada en el detectiu de Conan Doyle.  Els episodis de la sèrie van ser adaptats per a la seva emissió per Meiser. El programa es titulava Sherlock Holmes, The Adventures of Sherlock Holmes, i Sherlock Holmes Stories en diferents llistes de ràdio.
L'episodi d'estrena va incloure una adaptació de "The Adventure of the Speckled Band" (20 d'octubre de 1930). Va estar protagonitzada per William Gillette com Sherlock Holmes i Leigh Lovell com el Dr. Watson. Els següents episodis de la sèrie van presentar principalment Richard Gordon en el paper de Holmes fins a 1933 i Louis Hector de 1934 a 1935. Richard Gordon va tornar a fer el paper principal durant l'última temporada el 1936.
Edith Meiser va dramatitzar cinquanta-nou de les seixanta històries de Sherlock Holmes d'Arthur Conan Doyle, amb els mateixos actors, Richard Gordon i Leigh Lovell, interpretant a Holmes i Watson respectivament en les adaptacions, inclòs un remake de "The Adventure of the Speckled Band". La 59a història de Sherlock Holmes adaptada per Meiser va ser "The Adventure of the Blue Carbuncle", que es va emetre a finals de 1932.
La història que no es va dramatitzar, The Valley of Fear, no s'adaptaria a la ràdio fins al 1960, quan la BBC la va adaptar per a la ràdio per a la sèrie de ràdio 1952–1969. No es va produir una adaptació de The Valley of Fear perquè la història es refereix a les relacions laborals als jaciments de carbó de Pennsilvània i, per tant, es pensava que era potencialment massa política. Una altra història de Sherlock Holmes, "The Final Problem", va ser adaptada lliurement per als episodis titulats "Murder in the Waxworks" (març de 1932), "The Adventure of the Ace of Spades" (maig de 1932) i "Murder by Proxy" (gener de 1933). No es va adaptar directament perquè a Meiser li preocupava que la seva emissió pogués presagiar el final de la sèrie.
Per a la sèrie, Meiser també va escriure episodis inspirats en casos al·ludits al cànon de Sherlock Holmes, és a dir, "The Giant Rat of Sumatra" (juny de 1932 i juliol de 1936), "The Case of Vamberry, the Wine Merchant" (desembre de 1934) i "The Singular Affair of the Aluminium Crutch" (January 1935). Meiser també va adaptar dues de les històries d'Arthur Conan Doyle que no són de Holmes, "The Jewish Breastplate" i "The Lost Special". Ambdós episodis es van emetre el novembre de 1934.
Les quatre primeres temporades es van emetre a Blue Network de la NBC. La cinquena temporada es va emetre al Mutual Broadcasting System fins al setembre de 1936. El programa es va traslladar a la cadena NBC Red l'octubre de 1936. A la cadena NBC, els episodis es van emetre en directe i, per tant, no han sobreviscut. El Mutual Broadcasting System requeria que els episodis s'enregistressin per a una futura retransmissió, de manera que els enregistraments sonors d'aquesta època de l'espectacle van sobreviure.
La George Washington Coffee Company , creadora del primer cafè instantani, va patrocinar la sèrie, fins a la cinquena temporada, quan Household Finance Co. es va convertir en el nou patrocinador de l'espectacle.

## Repartiment
Sherlock Holmes:
- William Gillette (1930, només episodi d'estrena)[3]
- Clive Brook (només 1930, 2n i 3r episodis)[12]
- Richard Gordon (1930–1933, 1936)[3]
- Louis Hector (la quarta temporada, 1934–1935)[3]

Dr. Watson:
- Leigh Lovell (1930–1935)[2][12]
- Harry West (la cinquena temporada, 1936)[13]

El locutor i narrador va ser l'actor Joseph Bell. Hi ha poca informació disponible sobre altres membres del repartiment. Agnes Moorehead va interpretar papers en molts episodis. L'escriptora del programa Edith Meiser també era actriu i de tant en tant va interpretar papers al programa. Segons una crítica contemporània, Lucille Wall va interpretar "el paper femení estrella" en el primer episodi. Louis Hector va interpretar al professor Moriarty en un episodi de 1932 abans de interpretar a Holmes a la quarta temporada del programa.

## Episodis

### Primera temporada (octubre de 1930-juny de 1931)
Aquesta sèrie només comprenia històries adaptades de les històries de Sherlock Holmes d'Arthur Conan Doyle. La temporada es va emetre del 20 d'octubre de 1930 al 15 de juny de 1931 i va incloure 35 episodis, incloent dues emissions de "The Noble Bachelor", adaptat de "The Adventure of the Noble Bachelor". El primer episodi va ser "The Adventure of the Speckled Band", i l'últim episodi de la temporada va ser una adaptació de "The Adventure of the Abbey Grange", titulada "The Adventure of Abbey Grange".

### Segona temporada (setembre de 1931-juny de 1932)
Aquesta sèrie comprenia algunes adaptacions de Conan Doyle i material original ideat per Meiser. La temporada va tenir 33 episodis i es va emetre del 17 de setembre de 1931 al 23 de juny de 1932. El primer episodi de la temporada va ser un remake de "The Adventure of the Speckled Band", i l'últim episodi va ser una adaptació de "The Adventure of the Second Stain". La temporada va incloure una adaptació de quatre episodis de A Study in Scarlet, i una dramatització de sis episodis de The Hound of the Baskervilles.

### Tercera temporada (octubre de 1932-maig de 1933)
Aquesta sèrie comprenia algunes adaptacions de Conan Doyle i material original ideat per Meiser. La sèrie es va emetre del 5 d'octubre de 1932 al 31 de maig de 1933 i incloïa una dramatització de sis episodis de The Sign of Four. Hi va haver 34 episodis, encara que no es coneixen els títols de dos episodis. El primer episodi va ser una adaptació de "The Adventure of the Empty House", i l'últim episodi va ser "The Corpse in the Cab", una història original basada en "The Adventure of the Norwood Builder". Una adaptació de "The Adventure of the Blue Carbuncle" es va emetre el 28 de desembre de 1932 i va ser la 59a història de Sherlock Holmes d'Arthur Conan Doyle adaptada per l'equip d'Edith Meiser, Richard Gordon i Leigh Lovell.

### Quarta temporada (novembre de 1934-maig de 1935)
Aquesta sèrie presentava sobretot històries originals d'Edith Meiser, i presentava Louis Hector com Holmes al costat de Watson de Leigh Lovell. La temporada, que va durar des de l'11 de novembre de 1934 fins al 26 de maig de 1935, va comptar amb 29 episodis, encara que dos episodis tenen títols desconeguts. El primer va ser "The Jewish Breastplate", adaptat de la història no Sherlock Holmes d'Arthur Conan Doyle "The Story of the Jew's Breast-Plate", que es va publicar per primera vegada a The Strand Magazine el 1899. L'últim episodi de la temporada va ser "The Reigate Puzzle", un remake d'un episodi anterior adaptat de "The Adventure of the Reigate Squire". També hi va haver diversos remakes d'episodis més antics.

### Cinquena temporada (febrer de 1936-desembre de 1936)
Tots els guions dels episodis de la cinquena temporada eren els que s'havien utilitzat anteriorment al programa, en part perquè Edith Meiser estava ocupada després de signar un contracte cinematogràfic amb la RKO el maig de 1936. Els guions s'haurien modificat lleugerament per permetre el canvi de patrocinador i possiblement el canvi d'actors. La temporada va comptar amb 48 episodis, començant amb "The Speckled Band" i acabant amb la sèrie de sis parts The Hound of the Baskervilles. La temporada va durar de l'1 de febrer al 24 de desembre de 1936. 

## Recepció
Al final de la primera temporada, una enquesta als editors de ràdio nord-americans va trobar que el 94% va dir que The Adventures of Sherlock Holmes era el millor programa de ràdio.